# Raini Rodriguez

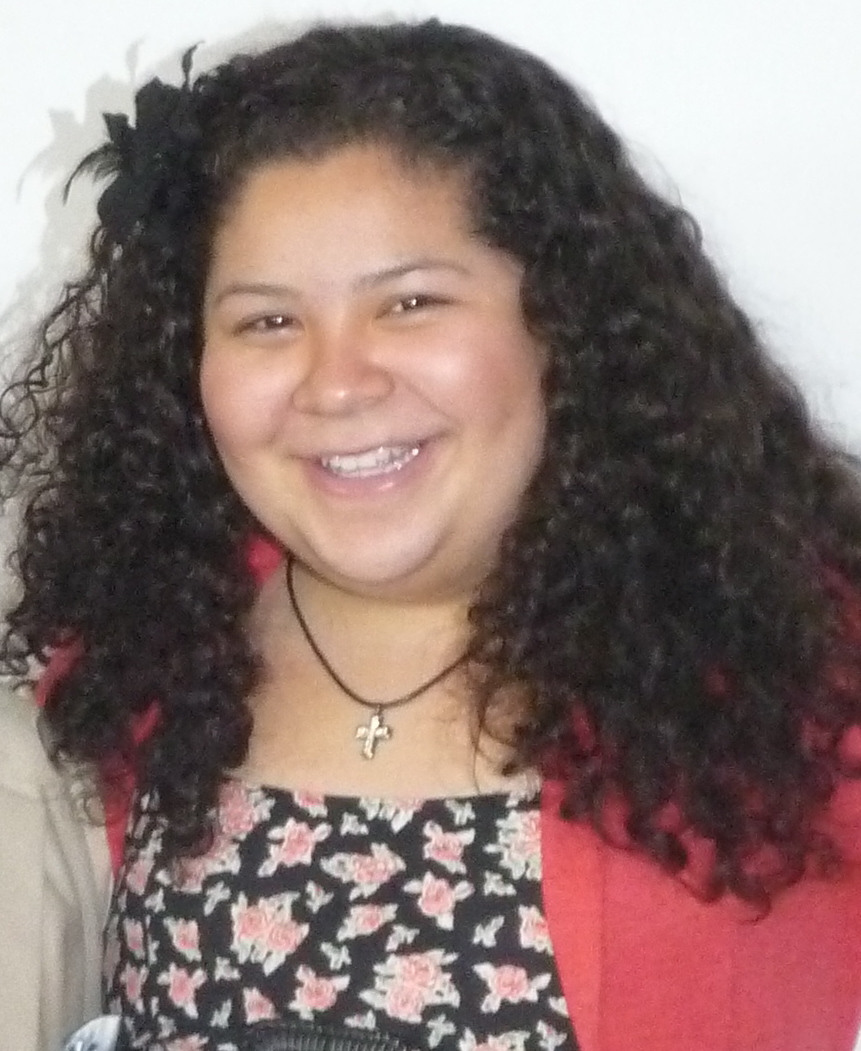
Raini Rodriguez, 2010

Raini Alena Rodriguez (* 1. Juli 1993 in Bryan, Texas) ist eine US-amerikanische Schauspielerin.

## Leben
Raini Rodriguez wurde im Juli 1993 in Bryan im US-Bundesstaat Texas als Tochter von Diane und Roy Rodriguez geboren. Ihr kleiner Bruder Rico Rodriguez ist wie sie auch Schauspieler. Im Alter von 6 Jahren wurde sie von einem Talentscout entdeckt, woraufhin sie nach Kalifornien umzog. Ihre Eltern unterstützten sie bestmöglich bei ihrer Karriere, beispielsweise erhielt sie Hausunterricht von ihrer Mutter.  Ihre ersten Rollen hatte sie in Kurzfilmen wie The No Sit List und in Form von Gastauftritten in verschiedenen Fernsehserien wie Huff – Reif für die Couch und Hotel Zack & Cody. Ihre erste größere Rolle hatte sie an der Seite von Kevin James und Jayma Mays in der Komödie Der Kaufhaus Cop, wofür sie bei den Young Artist Awards 2010 als Beste Nebendarstellerin in einem Spielfilm nominiert wurde. Es folgten weitere Kurzauftritte in den Kurzfilmen Slice of Water und Last Chance Lloyd sowie in den Fernsehserien Tripp’s Rockband und True Jackson. 2011 bekam sie eine der Hauptrollen im Film Prom – Die Nacht deines Lebens und in der Disney-Channel-Jugendserie Austin & Ally. Für letztere Rolle wurde sie 2013 mit einem Imagen Award ausgezeichnet.

## Filmografie (Auswahl)
- 2008: The No Sit List (Kurzfilm)
- 2006: Huff – Reif für die Couch (Huff, Fernsehserie, Episode 2x12)
- 2007: Meister Mannys Werkzeugkiste (Handy Manny, Fernsehserie, Episode 2x14)
- 2007: Hotel Zack & Cody (The Suite Life of Zack & Cody, Fernsehserie, Episode 3x07)
- 2009: Der Kaufhaus Cop (Paul Blart: Mall Cop)
- 2009: Slice of Water (Kurzfilm)
- 2010: Tripp’s Rockband (I’m in the Band, Fernsehserie, zwei Episoden)
- 2011: Last Chance Lloyd (Kurzfilm)
- 2011: True Jackson (True Jackson, VP, Fernsehserie, Episode 2x31)
- 2011: Prom – Die Nacht deines Lebens (Prom)
- 2011–2016: Austin & Ally (Fernsehserie)
- 2012: Jessie
- 2012: Girl in Progress
- 2015: Der Kaufhaus Cop 2 (Paul Blart: Mall Cop 2)
- 2015: Ich war’s nicht (I Didn’t Do I, Episode 2x18)
- 2019–2024: Camp Kikiwaka (Fernsehserie)

### Als Synchronsprecherin
- 2018–2019: Die Garde der Löwen (The Lion Gurad, 2 Folgen)
- 2020–2022: Jurassic World: Neue Abenteuer (Jurassic World: Camp Cretaceous, Animationsserie)
- 2021–2023: Rugrats (5 Folgen)
- seit 2024: Jurassic World: Die Chaostheorie (Animationsserie)